# U-Bahnhof Deutz Technische Hochschule
Der U-Bahnhof Deutz Technische Hochschule ist eine Station der Linien 1 und 9 der Kölner Stadtbahn im Stadtteil Deutz. Der U-Bahnhof liegt direkt unter der Deutz-Kalker Straße in der Nähe der TH Köln und der Lanxess-Arena. Ursprünglich hieß die Station Deutz-Kalker Bad nach dem dort befindlichen, mittlerweile geschlossenen, Hallenbad. Bis 2008 wurde die Station in den Bahnen als „Deutz-Kalker Bad/Fachhochschule/Kölnarena“ angesagt. Zum Fahrplanwechsel im Dezember 2012 wurde die Station komplett umbenannt in „Deutz Fachhochschule“. Zum Fahrplanwechsel am 13. Dezember 2015 wurde die Haltestelle erneut umbenannt – in „Deutz Technische Hochschule“. Den Ansagen in den Bahnen wird noch der Zusatz „Lanxess-Arena“ angefügt.

## Geschichte
Die Haltestelle wurde am 10. März 1983 im Zuge des dritten Bauabschnitts der Deutz-Kalker U-Bahn eröffnet. Dieser Bauabschnitt umfasste die U-Bahnhöfe Deutz-Kalker Bad und Bahnhof Deutz/Messe, die beiden Tunnelrampen in der Mindener Straße und Deutz-Kalker Straße, eine viergleisige, unterirdische Abstellanlage für 16 Stadtbahnwagen, die fast die gesamte Tunnellänge zwischen beiden Haltestellen einnimmt, sowie diverse Vorleistungen für spätere Erweiterungen.
Die Gestaltung der Haltestelle ähnelt den U-Bahnhöfen der ersten Baustufe. Die zwei Seitenbahnsteige waren für eine Erhöhung der Bahnsteige auf 90 cm vorgesehen. Deshalb befinden sich vom Ende der Treppen und Rolltreppen noch weitere vier Stufen bis zur Bahnsteigebene. Die Außenwände sind überwiegend gelb gefliest, strukturiert durch einen horizontalen weißen Streifen mit den Haltestellenschildern und dunkelblauen Rahmen. Genutzt wird die Station von etwa 11.100 Fahrgästen täglich. Eine Nachrüstung mit Aufzügen und Rampen für einen barrierefreien Zugang ist vorgesehen.

Planungsstand Anfang der 1980er Jahre (geplante Neubaustrecken gestrichelt, wegfallende Strecken rot markiert)

Am westlichen Ende des U-Bahnhofs befindet sich eine höhengleiche Verzweigung, die zu einer Rampe an die Oberfläche führt und an die Strecke der Linien 3 und 4 auf dem Gotenring anschließt. Dieser Abzweig wurde zunächst von der Linie 9 (damals Chorweiler–Severinsbrücke–Königsforst) befahren. Ein Jahr vor der Auslieferung der ersten Niederflur-Stadtbahnwagen kam es 1994 zu einer ersten Netzbereinigung, in deren Folge der Abzweig nur noch als Betriebsstrecke dient. Durch die Inbetriebnahme des Betriebshofs Merheim hat diese Verbindung allerdings eine hohe Bedeutung für den gesamten Stadtbahnbetrieb. Dies zeigte sich insbesondere, als am Samstag, den 29. März 2003 um 4:54 ein ausrückender Zug der Linie 12 im Abzweig Deutz Fachhochschule entgleiste und gegen einen Pfeiler prallte: Bis zum Mittag war der Betriebshof Merheim vom Großteil des Netzes abgeschnitten. Obwohl auf allen Linien Einzelwagen statt der üblichen Doppeltraktionen eingesetzt wurden, konnten nur 80 Prozent der Fahrten des ohnehin bereits reduzierten Samstags-Fahrplans gefahren werden.
Zusätzlich enthält der U-Bahnhof Vorleistungen für mehrere mittlerweile verworfene Projekte: Der Abzweig zum Gotenring ist darauf vorbereitet, in Richtung Süden an einen Tunnel der Linien 3/4 angeschlossen zu werden. Gegenüber dem Abzweig befindet sich ein Tunnelstutzen für eine Verbindungskurve, die in Richtung Norden an einen Tunnel der Linien 3/4 angeschlossen werden sollte. Am östlichen Ende des U-Bahnhofs gibt es zu beiden Seiten der Streckengleise Tunnelstutzen für eine höhenfreie Ausfädelung, die eine Strecke durch Humboldt/Gremberg angeschlossen hätte. Diese Strecke sollte in Poll an die bestehende Strecke der Linie 7 anschließen und deren Führung über die Siegburger Straße ersetzen.

## Linien
| Linie | Linienverlauf | Takt   |
| ----- | --- | ------ |
| 1     | Weiden West – Junkersdorf – Rheinenergiestadion – Müngersdorf – Braunsfeld – Aachener Str./Gürtel – Moltkestraße – Rudolfplatz – Neumarkt – Heumarkt – U Bf. Deutz/Messe – U Deutz Technische Hochschule – U Kalk Post – U Kalk Kapelle – U Fuldaer Straße – U Sportpark Höhenberg – Merheim – Brück – Lustheide – Refrath – Kippekausen – Frankenforst – Neuenweg – Kölner Str. – Im Hoppenkamp – U Bensberg | 10 min |
| 9     | Sülz – Zülpicher Straße/Gürtel – Universität – Dasselstraße/Bahnhof Süd – Zülpicher Platz – Neumarkt – Heumarkt – U Bf. Deutz/Messe – U Deutz Technische Hochschule – U Kalk Post – U Kalk Kapelle – U Vingst – Ostheim – Rath/Heumar – Königsforst | 10 min |